# Чешский язык
Че́шский язы́к (самоназвания: čeština, český jazyk) — язык чехов. Один из славянских языков, относящийся к западнославянской группе; наиболее близок словацкому языку, с которым объединяется в чешско-словацкую подгруппу.
Распространён преимущественно в Чехии; небольшие группы носителей чешского живут также в Словакии, Австрии, России, Хорватии, в ряде стран Западной Европы, в США, Канаде, Аргентине, Австралии и других странах. Является официальным языком Чешской Республики (úřední jazyk) и одним из 24 официальных языков Европейского союза (с 2004 года). В ряде государств Центральной и Восточной Европы, в которых чехи, как правило, расселены компактно (Австрия, Босния и Герцеговина, Хорватия и Словакия), для чешского предусмотрена возможность получения статуса регионального языка.
Общее число носителей чешского языка в мире превышает 10,62 млн чел., из них в Чехии — 10,40 млн человек (2012).
К особенностям чешского языка, которые отличают его от остальных западнославянских языков или сближают с некоторыми из них, относят такие фонетические черты, как наличие в системе вокализма долгих и кратких гласных фонем, исторические изменения a, ā, u, ū в положении между мягкими и после мягких согласных в e, i, í; в системе консонантизма — наличие слогообразующих сонорных [l̥] и [r̥], альвеолярной дрожащей согласной ř ([r͡š], [r͡ž]), развившейся из мягкой r’, утрата палатализованных согласных; в морфонологии — наличие чередований (качественных и количественных) кратких гласных с долгими гласными и дифтонгом ou ([ou̯]) в пределах одной морфемы. Из особенностей в области морфологии отмечаются такие, как наличие большого количества типов склонения имён существительных, разнообразие типов спряжения форм глаголов настоящего времени, отсутствие простых прошедших времён и так далее.
В чешском языке выделяют четыре группы диалектов: собственно чешские, ганацкие, ляшские (силезские) и моравско-словацкие. Основа чешского литературного языка — среднечешские говоры. Наряду с литературным языком и диалектами среди носителей чешского распространены так называемые интердиалекты, один из которых — обиходно-разговорный чешский (по происхождению собственно чешский интердиалект) — стал субстандартной формой чешского языка.
В истории чешского литературного языка выделяют древнечешский (до 1500 года), старочешский (до первой половины XVIII века) и новочешский (со второй половины XVIII века) периоды.
В основе письменности чешского языка лежит латинская графика; первые памятники чешской письменности относятся к концу XIII века.

## О названии
Существует два варианта самоназвания чешского языка. Один из них — český jazyk — является официальным названием языка чехов; другой — čeština — представляет собой широко распространённое разговорное название. Лингвоним «чешский язык» является производным от самоназвания чешского народа Češi «чехи» (Čech «чех», Češka «чешка»). Слово «чех» образовано при помощи уменьшительного форманта *-xъ от праслав. *čel-, отражённого в словах *čelověkъ и *čelędь, то есть внутренняя форма этого слова — «член рода».
Первое письменное упоминание названия чешского языка на латинском — lingua Sclavonica — датируется началом XII века. Позднее в текстах появляются названия lingua Slavico-Bohemica или lingua Slavo-Bohemica «славяно-богемский (славяно-чешский) язык» и затем lingua Bohemica «богемский (чешский) язык». Латинское название lingua Bohemica происходит от средневекового названия исторической области Чехии — Богемия (Bohemia), связанного с древним населением данного региона — кельтскими племенами бойев. Из латинского этот лингвоним проник и в другие языки, например, в немецкий — böhmische Sprache (в настоящее время он является устаревшим).

## Лингвогеография

### Ареал и численность
Основной территорией распространения чешского языка является Чешская Республика. Согласно переписи 2011 года, из 10,44 млн жителей Чехии 9,26 млн указали в качестве родного языка чешский, из них чехи — 6 593,23 тыс., мораване — 429,63 тыс., словаки — 14,73 тыс., силезцы — 10,76 тыс., немцы — 4,71 тыс. (2,08 млн человек национальность не указали). В целом на чешском (как на первом или втором языке) в Чехии говорят 10,40 млн человек (2012). Всего в мире, согласно данным справочника языков мира Ethnologue, в той или иной степени чешским владеют порядка 10,62 млн человек.
Более 200 тысяч носителей чешского языка проживают за пределами Чехии. На территории соседних с Чехией государств наибольшее число владеющих чешским живёт в Словакии, которая вместе с Чехией долгое время находилась в составе Австро-Венгерской империи и, позднее, в едином Чехословацком государстве. Владеющие чешским расселены в Словакии, как правило, дисперсно. Согласно переписи 2011 года, в качестве родного языка в этой стране чешский назвали 35 216 человек, или 0,7 % населения страны (в 2001 году чешский был родным для 48 201 человека), в общественной жизни чешский используют 18 747 жителей Словакии (0,3 %), в домашнем общении — 17 148 (0,3 %). При этом к чехам в Словакии отнесли себя 30 367 человек (0,6 %). Почти для всех словаков характерно пассивное владение чешским языком.
Сравнительно большое число носителей чешского проживает также в соседней Австрии — 17 742 человека (2001). В Польше доля жителей, говорящих по-чешски, невелика. Согласно данным 2011 года, языком домашнего общения чешский назвал 1451 человек, родным языком — 890 человек. При этом к чешской нации отнесли себя 3447 жителей Польши.
Носители чешского языка населяют также и другие страны бывшей Австро-Венгерской империи.
В Хорватии чешский является родным для 6292 граждан этой страны (всего чехов — 9641 человек). В Сербии родным назвали чешский около 2000 человек; потомки переселенцев из Чехии XIX века живут в нескольких сёлах воеводинской общины Бела-Црква (в которой чешский является одним из четырёх региональных языков) — большинство носители чешского составляют только в одном селе — в Чешко-Село. В Республике Сербской Боснии и Герцеговины чехов не более 500 человек. В Румынии, по данным переписи 2011 года, насчитывалось 2174 носителя чешского языка.
Чешский язык также распространён в странах бывшей Российской империи. На Украине чешский назвали родным 1190 человек из 5917 лиц чешской национальности (2001), в России — 13 074 (2010). Кроме того, говорящие на чешском проживают в Казахстане и других странах.
На чешском говорят потомки иммигрантов XIX века в странах Северной Америки и современные трудовые мигранты в странах Западной Европы. В США чешским владеют 52 890 человек (2010), в Канаде — 23 580 человек (2011).
По итогам переписи и оценочным данным, в различных государствах численность владеющих чешским языком составила:
| Страны мира | численность (чел.) | год переписи (оценки)/источник |
| ----------- | ------------------ | ------------------------------ |
| Чехия       | 10 400 000         | 2011                           |
| США         | 52 890             | 2010                           |
| Словакия    | 35 216             | 2011                           |
| Канада      | 23 580             | 2011                           |
| Австрия     | 17 742             | 2001                           |
| Россия      | 13 074             | 2010                           |
| Хорватия    | 6292               | 2011                           |
| Румыния     | 2174               | 2011                           |
| Сербия      | 2000               | 2011                           |
| Польша      | 1451               | 2011                           |
| Украина     | 1190               | 2001                           |

### Социолингвистические сведения
Членами Пражского лингвистического кружка (особенно Б. Гавранеком и А. Едличкой) была описана сложная стилистическая дифференциация чешского языка. В настоящее время выделяются следующие стилистические уровни:
- литературный чешский (spisovná čeština) — письменная форма языка высокого и среднего стилистического уровней, употребляемая в формальных текстах и беллетристике.
- обиходно-разговорный чешский (obecná čeština) — устная форма языка, интердиалект или койнэ в Богемии и западной Моравии. Имеет свои фонетические, морфологические и лексические особенности:
  - протетическое v перед o- (vona вместо ona «она»);
  - отпадение j в начальных группах согласных (sem вместо jsem «я есть», du вместо jdu «я иду»);
  - упрощение групп согласных в некоторых случаях (jabko вместо jablko «яблоко», pučit вместо půjčit «одолжить»);
  - сокращение долгих гласных в некоторых позициях (domu вместо domů «домой», jim вместо jím «я ем»);
  - отпадение -l в l-причастиях после согласного (upad вместо upadl «упал»);
  - окончания твёрдых прилагательных (dobrej вместо dobrý «хороший», dobrý вместо dobří (мужск. одушев.) и dobré (мужск. неодушев. и женск.) «хорошие»);
  - некоторые формы глаголов (seděj или seději вместо sedí «они сидят»);
  - окончания -ama/-ema в творительном падеже множественного числа (ženama вместо ženami «женщинами», mužema вместо muži «мужчинами», stromama вместо stromy «деревьями»);
  - некоторая лексика (furt вместо pořád/stále «постоянно», fáč вместо obvaz «бинт», flaška вместо láhev «бутылка», bulit вместо brečet/plakat «плакать»);
- разговорный чешский (hovorová čeština или běžně mluvená čeština) — устная форма чешского языка, используемая в обычной неформальной коммуникации, и не содержащая явных книжных или формальных выражений с одной стороны и вульгаризмов с другой; для разговорного чешского характерны следующие явления:
  - отпадения конечных гласных в наречиях (zas вместо zase «снова», míň вместо méně «меньше»);
  - форма jí вместо ji «её» в винительном падеже;
  - использование в качестве относительного местоимения формы co вместо který «который» (holka, co jí miluju вместо holka, kterou miluji «девушка, которую я люблю»);
- стандартный язык (standardní čeština) — язык письменных текстов, очищенный от вульгаризмов и окказиональных неологизмов.

С 1911 года регулированием и изучением языка занимается Институт чешского языка при Академии наук Чехии. Его задачей является проведение фундаментальных и прикладных исследований современного чешского языка и его истории. Издаёт рекомендательные публикации (например, «Правила чешской орфографии» (Pravidla českého pravopisu), «Словарь литературного чешского языка» (Slovník spisovné češtiny), «Академический словарь иностранных слов» (Akademický slovník cizích slov)) и консультирует общественность в языковых вопросах. Министерство образования, молодёжи и физического воспитания (Ministerstvo školství, mládeže a tělovýchovy) одобряет использование указанных пособий при обучению чешскому, особенно при обучении чешскому в школах.

### Диалекты
Исследования чешских диалектов начались в 1840-е годы работами А. В. Шемберы.
Чешский язык распадается на несколько диалектов, носители которых в целом понимают друг друга. В настоящее время под влиянием литературного языка границы между диалектами стираются.
А. М. Селищев делит диалекты чешского языка на чешские и моравские. Чешские, в свою очередь, делятся на северо-восточные и юго-западные.
По классификации Б. Гавранека, чешские диалекты делятся на 6 диалектных групп: среднечешская, восточночешская, южночешская, западночешская, ганацкая и ляшская.
По другой классификации, чешские диалекты делятся на 4 группы:
- чешские говоры (с разговорным чешским в качестве койне);
- центральноморавская группа говоров (ганацкая);
- восточноморавская группа говоров (моравско-словацкая);
- силезские говоры.

Пограничные земли, ранее населённые судетскими немцами, нельзя отнести к одному диалекту из-за разнородности населения.
Польский учёный Т. Лер-Сплавинский к наиболее древним особенностям диалектов чешского языка относит следующие:
- сокращение долгих гласных под акутовой интонацией в двусложных словах в ганацких и ляшских говорах, а также в некоторых соседних с ними: skala (лит. skála), jama (лит. jáma), březa (лит. bříza), blato (лит. bláto);
- билабиальное произношение гласного v в интервокальном положении, в положении перед согласным и на конце слова в северо-восточных чешских говорах: kráwa (лит. kráva), prau̯da (лит. pravda), kreu̯ (лит. krev);
- протетическое v перед начальным o- в большинстве говоров, кроме южночешских и ляшских: voko (лит. oko), von (лит. on), vod (лит. od);
- переход начального ji- в i- в северо-восточных чешских говорах: iskra (лит. jiskra), ídlo (лит. jídlo);
- переход сочетания согласных šč в šť в чешских говорах, в то время как в моравских сохраняется первоначальная ситуация: šťáva — ščáva;
- озвончение конечных согласных перед начальными v-, m-, l-, r- следующего слова в ляшских и восточной части ганацких говоров, а также части переходных говоров;
- оглушение согласного v в положении после глухих согласных в южночешских говорах: kfjet (лит. květ), tfoje (лит. tvoje);
- мягкое произношение согласных t и d перед e, зачастую — с переходом в ć и dź в ляшских говорах: idźe (лит. jde), ćeplo (лит. teplo);
- среднеязычные звуки ś и ź в ляшских говорах: nośić (лит. nosit), na voźe (лит. na voze);
- сохранение звука dz в ляшских говорах: cudzy (лит. cizí).

## История языка
В истории чешского языка традиционно выделяют три периода:
1. Древнечешский период (stará čeština) — со времени выделения чешского среди других западнославянских языков до (условно) 1500 года. Данный период разделяют на два этапа: дописьменный и письменный.
2. Старочешский период (starší čeština) — с XVI века до первой половины XVIII века. Иногда в рамках среднечешского периода выделяют культурно-письменный язык XVI века — «гуманистический чешский язык» (humanistická čeština) и язык последующих полутора веков — «барочный чешский язык» (barokní čeština).
3. Новочешский период (nová čeština) — с начала чешского национального возрождения во второй половине XVIII века (литературный язык начального этапа новочешского периода известен как obrozenská čeština) до настоящего времени — этапа функционирования современного чешского языка (současná čeština).

Первая дошедшая до нас полноценная фраза на чешском языке была приписана в начале XIII века к грамоте об основании Литомержицкого капитула от 1057 года.
Древнечешский язык задокументирован в большом количестве памятников разнообразных жанров. В этот период произошли следующие изменения:
- перегласовка ’a > ě, ’u > i, ’o > e;
- дифтонгизация и монофтогизация ě > i̯e > ī, ō > u̯o > ū;
- перестройка системы склонения и спряжения;
- становление категории одушевлённости;
- утрата двойственного числа;
- утрата аориста и имперфекта.

Старочешский язык отражён в большом количестве печатных книг. Складывается норма, закрепляемая в грамматиках (первая чешская грамматика вышла в 1533 году). На высокий вариант чешского переводится Кралицкая Библия.

## Письменность
Отдельные чешские слова встречаются в латинских и немецких произведениях уже начиная с конца X века. Однако целые произведения на чешском языке известны только со второй половины XIII века («Островская песнь» и «Кунгутина песнь»). С XIV века уже появляется значительное количество литературы на чешском языке. Для её записи использовался латинский алфавит, букв которого, однако, не хватало для передачи всех чешских звуков. Поэтому в письменность вводились различные диграфы (spřežkový pravopis), однако без какой-то единой системы (так, для t͡ʃ использовались c, cz, czz, chz, ch).
В 1406 году был написан безымянный орфографический трактат, который открывший его в XIX веке Ф. Палацкий назвал «Orthographia bohemica» и приписал Яну Гусу. В этом трактате для чешского языка предлагалась последовательная система орфографии. Для обозначения тех чешских звуков, для которых не хватало букв в латинском алфавите, предлагалось ввести буквы с диакритическими знаками. Так, для передачи шипящих и мягких служила точка над буквой, например, ċ, ṡ, ż, ṙ, ṅ, ṫ, впоследствии заменённая гачеком (háček «крючок»), например, č, š, ž, ř, ň, ť. Для передачи долготы гласных использовался акут (чеш. čárka, «чёрточка»). Правописание с диакритикой было принято не сразу и не везде. Вплоть до середины XVI века диграфическая и диакритическая орфографии использовались параллельно.
В 1842 было предложено обозначать звук j буквой j, а не g или y, как ранее, долгий гласный i — буквой í, а не j, а дифтонг eɪ̯ — сочетанием ej, а не ey. Это нововведение поддержал известный славист Шафарик. В 1849 году вместо w стали писать v, а вместо au — ou.
По образцу чешской письменности была создана весьма близкая к ней словацкая. В начале XIX века на чешскую систему (с некоторыми изменениями) была переведена хорватская латиница («гаевица»). По чешскому же образцу проектируются наиболее распространенные системы латинизации некоторых других славянских языков: белорусского, украинского, русского, равно как и основные стандарты латинской транслитерации кириллицы вообще.
| буква | чешское название | звук (МФА) | алло- фоны |
| ----- | ---------------- | ---------- | ---------- |
| A a   | á                | [a]        |            |
| Á á   | dlouhé á         | [aː]       |            |
| B b   | bé               | [b]        | [p]        |
| C c   | cé               | [ts]       | [dz]       |
| Č č   | čé               | [tʃ]       | [dʒ]       |
| D d   | dé               | [d]        | [t]        |
| Ď ď   | ďé               | [ɟ]        | [c]        |
| E e   | é                | [ɛ]        |            |
| É é   | dlouhé é         | [ɛː]       |            |
| Ě ě   | ije              | [ɛ], [jɛ]  |            |
| F f   | ef               | [f]        |            |
| G g   | gé               | [g]        | [k]        |
| H h   | há               | [ɦ]        | [x], [h]   |
| Ch ch | chá              | [x]        | [ɣ], [ɦ]   |
| I i   | í                | [ɪ]        |            |
| Í í   | dlouhé í         | [iː]       |            |
| J j   | jé               | [j]        |            |
| K k   | ká               | [k]        | [g]        |
| L l   | el               | [l]        |            |
| M m   | em               | [m]        | [ɱ]        |
| N n   | en               | [n]        | [ŋ]        |

| буква | чешское название | звук (МФА) | алло- фоны |
| ----- | ---------------- | ---------- | ---------- |
| Ň ň   | eň               | [ɲ]        |            |
| O o   | ó                | [o]        |            |
| Ó ó   | dlouhé ó         | [oː]       |            |
| P p   | pé               | [p]        | [b]        |
| Q q   | kvé              | qu=[kv]    |            |
| R r   | er               | [r]        |            |
| Ř ř   | eř               | [r̝]        | [r̝°]       |
| S s   | es               | [s]        | [z]        |
| Š š   | eš               | [ʃ]        | [ʒ]        |
| T t   | té               | [t]        | [d]        |
| Ť ť   | ťé               | [c]        | [ɟ]        |
| U u   | ú                | [ʊ]        |            |
| Ú ú   | dlouhé ú         | [uː]       |            |
| Ů ů   | ů s kroužkem     | [uː]       |            |
| V v   | vé               | [v]        | [f]        |
| W w   | dvojité vé       | [v]        | [f]        |
| X x   | iks              | [ks]       | [gz]       |
| Y y   | ypsilon          | [ɪ]        |            |
| Ý ý   | dlouhé ypsilon   | [iː]       |            |
| Z z   | zet              | [z]        | [s]        |
| Ž ž   | žet              | [ʒ]        | [ʃ]        |

## Лингвистическая характеристика

### Фонетика и фонология

#### Гласные
В чешском языке десять гласных фонем, различающихся по долготе — краткости:
| Подъём  | Ряд      | Ряд      | Ряд     | Ряд     | Ряд     | Ряд    |
| Подъём  | Передний | Передний | Средний | Средний | Задний  | Задний |
| ------- | -------- | -------- | ------- | ------- | ------- | ------ |
|         | краткие  | долгие   | краткие | долгие  | краткие | долгие |
| Верхний | ɪ        | iː       |         |         | u       | uː     |
| Средний | ɛ        | ɛː       |         |         | o       | oː     |
| Нижний  |          |          | a       | aː      |         |        |

Долгота гласного является смыслоразличительной: dal «он дал» — dál «дальше», páni «господа» — paní «госпожа», stály «они стояли» — stálý «постоянный». Долгие гласные длятся приблизительно в два раза дольше, чем краткие; кроме того, пара /ɪ/ — /iː/ сильно отличается по подъёму. Количество долгих гласных в слове не ограничено: vzácný «редкий», mávání «полоскание», získávání «получение, приобретение». В контексте речи краткие гласные встречаются в 3-4 раза чаще, чем долгие.
Кроме того, в чешском языке имеется три дифтонга: ou, au и eu. Дифтонги au и eu, а также долгое ó встречаются только в заимствованиях, междометиях и звукоподражаниях.
Характерны слогообразующие [r] и [l]: vlk «волк», krtek «крот», bratr «брат». При произнесении такого слога появляется неясный сверхкраткий звук. Существуют целые фразы без единого «настоящего» гласного: Strč prst skrz krk «просунь палец сквозь горло».

#### Согласные
Чешские согласные (в скобки взяты позиционные варианты фонем, в парах согласных слева приведены глухие согласные, справа — звонкие):
|               | Губные | Альвеолярные | Палатальные | Велярные | Глоттальные |
| ------------- | ------ | ------------ | ----------- | -------- | ----------- |
| Носовые       | m      | n            | ɲ           |          |             |
| Взрывные      | p b    | t d          | c ɟ         | k (g)    |             |
| Аффрикаты     |        | ts (dz)      | tʃ (dʒ)     |          |             |
| Фрикативные   | (f) v  | s z          | ʃ ʒ         | x        | ɦ           |
| Дрожащие      |        | r r̝          |             |          |             |
| Аппроксиманты |        | l            | j           |          |             |

На конце слова звонкие согласные оглушаются. Согласные регрессивно ассимилируются по глухости-звонкости: obchod [opxot] «магазин», platba [pladba] «платёж». В группе sh в начале слова в моравском варианте также происходит регрессивная ассимиляция, а западночешском и литературном языке — прогрессивная: na shledanou (лит. [na sxledanou̯], моравск. [na zɦledanou̯]) «до свидания». Звук ř оглушается не только перед, но и после глухого согласного.
Обычно в начале слова после паузы перед гласными появляется гортанный взрыв (ʔ). Факультативно это также происходит на стыке слов при хиате, а также после предлогов и приставок. При этом конечный согласный предлога как перед гортанный взрывом так и без него оглушается: v autě — [f ʔau̯cɛ] / [f au̯cɛ] «в машине».
Согласный n ассимилируется по месту образования в ŋ перед заднеязычными k и g: tenký [teŋkiː] «тонкий», tango [taŋgo] «танго».

#### Просодия
Ударение в чешском литературном языке экспираторное, словесное ударение — фиксированное (инициальное) — всегда падает на первый слог. Сочетания одно- и двусложных существительных и местоимений с примыкающими к ним односложными предлогами образуют группу с одним ударением: do Prahy «в Прагу»,ˈod nás «от нас».

### Морфология

#### Имя существительное
Имя существительное в чешском языке изменяется по числам и падежам, а также характеризуется классифицирующей категорией рода. Чисел всего два — единственное (jednotné číslo / singulár) и множественное (množné číslo / plurál). Отмечается группа существительных singularia tantum, имеющих только единственное число, и pluralia tantum, имеющих только множественное. Падежей шесть — именительный, родительный, дательный, винительный, местный и творительный. Кроме того, у существительных мужского и женского родов в единственном числе имеется звательная форма, которую традиционно тоже считают падежом. Родов четыре — мужской одушевлённый, мужской неодушевлённый, женский и средний.
Выделяется четырнадцать основных типов склонения, традиционно именуемых по слову-образцу: pán, hrad, muž, stroj, předseda, soudce, žena, růže, píseň, kost, město, moře, kuře, stavení.
Склонение существительных мужского одушевлённого рода на примере слов pán «господин», muž «мужчина», předseda «председатель» и soudce «судья». По первому типу склоняются существительные, заканчивающиеся в именительном падеже на твёрдый согласный, по второму — на функционально мягкий.
| Падеж        | Ед. число   | Мн. число   | Ед. число   | Мн. число | Ед. число  | Мн. число  | Ед. число | Мн. число |
| ------------ | ----------- | ----------- | ----------- | --------- | ---------- | ---------- | --------- | --------- |
| Именительный | pán         | pánové/páni | muž         | muži      | předseda   | předsedové | soudce    | soudci    |
| Родительный  | pána        | pánů        | muže        | mužů      | předsedy   | předsedů   | soudce    | soudců    |
| Дательный    | pánovi/pánu | pánům       | muži/mužovi | mužům     | předsedovi | předsedům  | soudci    | soudcům   |
| Винительный  | pána        | pány        | muže        | muže      | předsedu   | předsedy   | soudce    | soudce    |
| Звательный   | pane        | pánové/páni | muži        | muži      | předsedo   | předsedové | soudce    | soudci    |
| Творительный | pánem       | pány        | mužem       | muži      | předsedou  | předsedy   | soudcem   | soudci    |
| Местный      | pánovi/pánu | pánech      | muži/mužovi | mužích    | předsedovi | předsedech | soudci    | soudcích  |

Склонение существительных мужского неодушевлённого рода на примере слов hrad «за́мок», stroj «машина (механизм)» и kámen «камень». По первому типу склоняются существительные, заканчивающиеся в именительном падеже на твёрдый согласный, по второму — на функционально мягкий. Как kámen изменяется небольшая группа существительных, имеющих окончания типа stroj в единственном числе и типа hrad во множественном.
| Падеж        | Ед. число   | Мн. число | Ед. число | Мн. число | Ед. число | Мн. число |
| ------------ | ----------- | --------- | --------- | --------- | --------- | --------- |
| Именительный | hrad        | hrady     | stroj     | stroje    | kámen     | kameny    |
| Родительный  | hradu       | hradů     | stroje    | strojů    | kamene    | kamenů    |
| Дательный    | hradu       | hradům    | stroji    | strojům   | kameni    | kamenům   |
| Винительный  | hrad        | hrady     | stroj     | stroje    | kámen     | kameny    |
| Звательный   | hrade       | hrady     | stroji    | stroje    | kameni    | kameny    |
| Творительный | hradem      | hrady     | strojem   | stroji    | kamenem   | kameny    |
| Местный      | hradu/hradě | hradech   | stroji    | strojích  | kameni    | kamenech  |

Склонение существительных женского рода на примере слов žena «женщина», růže «роза», píseň «песня» и kost «кость». По первому типу склоняются существительные, с окончанием -a в именительном падеже, по второму — с окончанием -e. Существительные, заканчивающиеся на согласный, склоняются по типам píseň и kost.
| Падеж        | Ед. число | Мн. число | Ед. число | Мн. число | Ед. число | Мн. число | Ед. число | Мн. число |
| ------------ | --------- | --------- | --------- | --------- | --------- | --------- | --------- | --------- |
| Именительный | žena      | ženy      | růže      | růže      | píseň     | písně     | kost      | kosti     |
| Родительный  | ženy      | žen       | růže      | růží      | písně     | písní     | kosti     | kostí     |
| Дательный    | ženě      | ženám     | růži      | růžím     | písni     | písním    | kosti     | kostem    |
| Винительный  | ženu      | ženy      | růži      | růže      | píseň     | písně     | kost      | kosti     |
| Звательный   | ženo      | ženy      | růže      | růže      | písni     | písně     | kosti     | kosti     |
| Творительный | ženou     | ženami    | růží      | růžemi    | písní     | písněmi   | kostí     | kostmi    |
| Местный      | ženě      | ženách    | růži      | růžích    | písni     | písních   | kosti     | kostech   |

Хотя существительные типа píseň отличаются от существительных типа růže только нулевым окончанием в именительном и винительном падежах единственного числа, а также окончанием звательного падежа, традиционно их выделяют в отдельный тип.
Склонение существительных среднего рода на примере слов město «город», moře «море», kuře «цыплёнок» и stavení «здание». По первому типу склоняются существительные, с окончанием -o в именительном падеже, по второму — с окончанием -e. По типу kuře изменяется группа существительных, включающая в себя названия детёнышей животных, а также ряд других слов. Существительные, заканчивающиеся на -í, склоняются по типу stavení.
| Падеж        | Ед. число | Мн. число | Ед. число | Мн. число | Ед. число | Мн. число | Ед. число | Мн. число |
| ------------ | --------- | --------- | --------- | --------- | --------- | --------- | --------- | --------- |
| Именительный | město     | města     | moře      | moře      | kuře      | kuřata    | stavení   | stavení   |
| Родительный  | města     | měst      | moře      | moří      | kuřete    | kuřat     | stavení   | stavení   |
| Дательный    | městu     | městům    | moři      | mořím     | kuřeti    | kuřatům   | stavení   | stavením  |
| Винительный  | město     | města     | moře      | moře      | kuře      | kuřata    | stavení   | stavení   |
| Звательный   | město     | města     | moře      | moře      | kuře      | kuřata    | stavení   | stavení   |
| Творительный | městem    | městy     | mořem     | moři      | kuřetem   | kuřaty    | stavením  | staveními |
| Местный      | městě     | městech   | moři      | mořích    | kuřeti    | kuřatech  | stavení   | staveních |

#### Имя прилагательное
Прилагательные склоняются по двум типам: твёрдому и мягкому.
Склонение прилагательных твёрдой разновидности на примере слов nový «новый»:
| Падеж        | Падеж        | Единственное число | Единственное число | Единственное число | Множественное число      | Множественное число                      | Множественное число |
| Падеж        | Падеж        | Мужской род        | Средний род        | Женский род        | Мужской одушевлённый род | Мужской неодушевлённый род и женский род | Средний род         |
| ------------ | ------------ | ------------------ | ------------------ | ------------------ | ------------------------ | ---------------------------------------- | ------------------- |
| Именительный | Именительный | nový               | nové               | nová               | noví                     | nové                                     | nová                |
| Родительный  | Родительный  | nového             | nového             | nové               | nových                   | nových                                   | nových              |
| Дательный    | Дательный    | novému             | novému             | nové               | novým                    | novým                                    | novým               |
| Винительный  | неодуш.      | nový               | nové               | novou              | nové                     | nové                                     | nová                |
| Винительный  | одуш.        | nového             | nové               | novou              | nové                     | nové                                     | nová                |
| Творительный | Творительный | novým              | novým              | novou              | novými                   | novými                                   | novými              |
| Местный      | Местный      | novém              | novém              | nové               | nových                   | nových                                   | nových              |

В разговорном чешском на месте литературных -ý- и -é- в окончаниях используются -ej- и -ý-, соответственно: novej «новый», novýho «нового», novýmu «новому», novejch «новых», novejm «новым».
В литературном чешском перед окончанием именительного падежа множественного числа в мужском одушевлённом роде происходят чередования согласных: mladý «молодой» — mladí, prostý «простой» — prostí, hodný «добрый» — hodní, dobrý «хороший» — dobří, vysoký «высокий» — vysocí, ubohý «несчастный» — ubozí, tichý «тихий» — tiší, městský «городской» — městští, anglický «английский» — angličtí.
В разговорном чешском именительном падеже множественного числа утрачивается различие между родами, и форма с окончанием -ý используется в сочетании с существительными всех родов.
Склонение прилагательных мягкой разновидности на примере слов cizí «чужой, иностранный»:
| Падеж        | Падеж        | Единственное число | Единственное число | Единственное число | Множественное число |
| Падеж        | Падеж        | Мужской род        | Средний род        | Женский род        | Множественное число |
| ------------ | ------------ | ------------------ | ------------------ | ------------------ | ------------------- |
| Именительный | Именительный | cizí               | cizí               | cizí               | cizí                |
| Родительный  | Родительный  | cizího             | cizího             | cizí               | cizích              |
| Дательный    | Дательный    | cizímu             | cizímu             | cizí               | cizím               |
| Винительный  | неодуш.      | cizí               | cizí               | cizí               | cizí                |
| Винительный  | одуш.        | cizího             | cizí               | cizí               | cizí                |
| Творительный | Творительный | cizím              | cizím              | cizí               | cizími              |
| Местный      | Местный      | cizím              | cizím              | cizí               | cizích              |

Притяжательные прилагательные образуются только от существительных мужского (при помощи суффикса -ov-) или женского (при помощи суффикса -in-) родов. Склоняются притяжательные прилагательные по смешанному типу: в части падежей выступают окончания прилагательных, а в части — существительных.
Склонение притяжательных прилагательных на примере слова otcův «отцов»:
| Падеж        | Падеж        | Единственное число | Единственное число | Единственное число | Множественное число      | Множественное число                      | Множественное число |
| Падеж        | Падеж        | Мужской род        | Средний род        | Женский род        | Мужской одушевлённый род | Мужской неодушевлённый род и женский род | Средний род         |
| ------------ | ------------ | ------------------ | ------------------ | ------------------ | ------------------------ | ---------------------------------------- | ------------------- |
| Именительный | Именительный | otcův              | otcovo             | otcova             | otcovi                   | otcovy                                   | otcova              |
| Родительный  | Родительный  | otcova             | otcova             | otcovy             | otcových                 | otcových                                 | otcových            |
| Дательный    | Дательный    | otcovu             | otcovu             | otcově             | otcovým                  | otcovým                                  | otcovým             |
| Винительный  | неодуш.      | otcův              | otcovo             | otcovu             | otcovy                   | otcovy                                   | otcova              |
| Винительный  | одуш.        | otcova             | otcovo             | otcovu             | otcovy                   | otcovy                                   | otcova              |
| Творительный | Творительный | otcovým            | otcovým            | otcovou            | otcovými                 | otcovými                                 | otcovými            |
| Местный      | Местный      | otcově             | otcově             | otcově             | otcových                 | otcových                                 | otcových            |

Существует также небольшая группа иноязычных по происхождению несклоняемых прилагательных: khaki «хаки», lila «лиловый», blond «блондинистый», prima / príma «клёвый», fajn «классный», fér «честный», nóbl «аристократический», extra.
Формы сравнительной (komparativ / druhý stupeň) и превосходной (superlativ / třetí stupeň) степеней образуются только от качественных прилагательных. Форма сравнительной степени образуется при помощи суффиксов -ější/-ejší, -ší, -čí. Наиболее распространённым является суффикс -ější/-ejší, суффикс -ší используется у около 40 частотных прилагательных, суффикс -čí применяется лишь у десяти с небольшим прилагательных, заканчивающихся на -ký.
У ряда прилагательных форма сравнительной степени образуется супплетивно: velký / veliký «большой» — větší, dobrý «хороший» — lepší, malý «маленький» — menší, špatný «плохой» / zlý «злой» — horší, dlouhý «длинный» — delší, brzký «скорый, ранний» — dřívější.
Форма превосходной степени образуется добавлением к форме сравнительной степени префикса nej-.

#### Числительное
В чешском языке традиционно различают следующие лексико-грамматические разряды числительных:
- количественные (základní): jeden «один», dva «два», tři «три»;
- порядковые (řadové): první «первый», druhý «второй», třetí «третий»;
- собирательные (видовые, druhové): dvojí, trojí, čtverý;
- кратные (násobné) dvojnásobný «двукратный», dvakrát «дважды»;
- разделительные: po jednom «по одному», po dvou «по два», po třech «по три».

Независимо от деления на разряды числительные образуют две группы: определённые (určité: pět, pátý, pětkrát, paterý) и неопределённые (neurčité: několik, několikátý, několikrát, několikerý).
Также среди числительных выделяют простые (dva, tři), сложные (dvacet, třicet), составные (sto třicet pět).
Числительные от одного до двадцати одного:
|    | Количественные                              | Порядковые    | Собирательные     |
| -- | ------------------------------------------- | ------------- | ----------------- |
| 1  | jeden (м. р.), jedna (ж. р.), jedno (с. р.) | první         |                   |
| 2  | dva (м. р.), dvě (ж. р., с. р.)             | druhý         | dvoje             |
| 3  | tři                                         | třetí         | troje             |
| 4  | čtyři                                       | čtvrtý        | čtvero            |
| 5  | pět                                         | pátý          | patero            |
| 6  | šest                                        | šestý         | šestero           |
| 7  | sedm                                        | sedmý         | sedmero           |
| 8  | osm                                         | osmý          | osmero            |
| 9  | devět                                       | devátý        | devatero          |
| 10 | deset                                       | desátý        | desatero          |
| 11 | jedenáct                                    | jedenáctý     | jedenáctero       |
| 12 | dvanáct                                     | dvanáctý      | dvanáctero; tucet |
| 13 | třináct                                     | třináctý      | třináctero        |
| 14 | čtrnáct                                     | čtrnáctý      | čtrnáctero        |
| 15 | patnáct                                     | patnáctý      | patnáctero        |
| 16 | šestnáct                                    | šestnáctý     | šestnáctero       |
| 17 | sedmnáct                                    | sedmnáctý     | sedmnáctero       |
| 18 | osmnáct                                     | osmnáctý      | osmnáctero        |
| 19 | devatenáct                                  | devatenáctý   | devatenáctero     |
| 20 | dvacet                                      | dvacátý       | dvacatero         |
| 21 | dvacet jedna                                | dvacátý první | jednadvacatero    |

Склонение числительного «один»:
| Падеж        | Падеж        | Единственное число | Единственное число | Единственное число | Множественное число | Множественное число                | Множественное число |
| Падеж        | Падеж        | Мужской род        | Средний род        | Женский род        | Мужской одушев. род | Мужской неодушев. род, женский род | Средний род         |
| ------------ | ------------ | ------------------ | ------------------ | ------------------ | ------------------- | ---------------------------------- | ------------------- |
| Именительный | Именительный | jeden              | jedno              | jedna              | jedni               | jedny                              | jedna               |
| Родительный  | Родительный  | jednoho            | jednoho            | jedné              | jedněch             | jedněch                            | jedněch             |
| Дательный    | Дательный    | jednomu            | jednomu            | jedné              | jedným              | jedným                             | jedným              |
| Винительный  | неодуш.      | jeden              | jedno              | jednu              | jedny               | jedny                              | jedna               |
| Винительный  | одуш.        | jednoho            | jedno              | jednu              | jedny               | jedny                              | jedna               |
| Творительный | Творительный | jedním             | jedním             | jednou             | jednými             | jednými                            | jednými             |
| Местный      | Местный      | jednom             | jednom             | jedné              | jedněch             | jedněch                            | jedněch             |

Склонение числительных «два», «три», «четыре», «пять»:
| Падеж        | Падеж        | Два         | Два                    | Три           | Четыре          | Пять |
| Падеж        | Падеж        | Мужской род | Средний и женский роды | Три           | Четыре          | Пять |
| ------------ | ------------ | ----------- | ---------------------- | ------------- | --------------- | ---- |
| Именительный | Именительный | dva         | dvě                    | tři           | čtyři           | pět  |
| Родительный  | Родительный  | dvou        | dvou                   | tří / třech   | čtyř / čtyřech  | pěti |
| Дательный    | Дательный    | dvěma       | dvěma                  | třem          | čtyřem          | pěti |
| Винительный  | Винительный  | dva         | dvě                    | tři           | čtyři           | pět  |
| Творительный | Творительный | dvěma       | dvěma                  | třemi / třema | čtyřmi / čtyřma | pěti |
| Местный      | Местный      | dvou        | dvou                   | třech         | čtyřech         | pěti |

Формы třech, třema, čtyřech, čtyřma встречаются в разговорной речи.
Числительные 6-19 и названия десятков склоняются так же, как pět.
Собирательные числительные используются с существительными pluralia tantum (jedny dveře «одни двери») или с существительными, выступающими в парах или других наборах (dvoje boty «две пары обуви», dvoje sirky «две коробки спичек»). В литературном языке в именительном падеже различаются формы dvoje, troje, применяющиеся для обозначения одинаковых предметов, и dvojí, trojí, служащие для обозначения разных предметов: dvoje boty «две пары обуви» — dvojí boty «две (разные) пары обуви». Однако в разговорном языке эта разница уже постепенно стирается.

#### Местоимение
В чешском языке традиционно выделяют следующие разряды местоимений: личные, лично-возвратное, притяжательные, притяжательно-возвратное, указательные, определительные, вопросительные, относительные, неопределённые, отрицательные.
Среди личных и лично-возвратного местоимений наряду с полными отмечаются краткие формы.
Для притяжательных местоимений характерны стяженные и нестяженные формы.
Склонение личных (первого и второго лиц) и возвратного местоимений:
| Падеж        | Единственное число | Единственное число | Множественное число | Множественное число | Возвратное |
| Падеж        | 1-е лицо           | 2-е лицо           | 1-е лицо            | 2-е лицо            | Возвратное |
| Падеж        | Я                  | Ты                 | Мы                  | Вы                  | Себя       |
| ------------ | ------------------ | ------------------ | ------------------- | ------------------- | ---------- |
| Именительный | já                 | ty                 | my                  | vy                  | —          |
| Родительный  | mne, mě            | tebe, tě           | nás                 | vás                 | sebe, se   |
| Дательный    | mně, mi            | tobě, ti           | nám                 | vám                 | sobě, si   |
| Винительный  | mne, mě            | tebe, tě           | nás                 | vás                 | sebe, se   |
| Творительный | mnou               | tebou              | námi                | vámi                | sebou      |
| Местный      | mně                | tobě               | nás                 | vás                 | sobě       |

#### Глагол
У чешского глагола выделяют категории вида, наклонения, времени, лица, числа, залога и рода.
Возвратные глаголы (slovesa zvratná / reflexivní) образуются при помощи частиц se и si.
В чешском у глагола имеется три основы — основа настоящего времени (přítomný / prézentní kmen), от которой образуются формы настоящего времени, повелительного наклонения и действительного деепричастия, основа инфинитива (infintivní kmen) и основа прошедшего времени (minulý kmen), от которой образуются формы прошедшего времени, сослагательного наклонения и деепричастия прошедшего времени.

##### Вид
Глаголы бывают двух видов: совершенного (dokonavý vid) и несовершенного (nedokonavý vid).

##### Спряжение
В соответствии с окончанием 3-го лица ед.ч. настоящего времени, чешские глаголы делят на 5 классов (třída), которые, в свою очередь, делятся на 13 типов (vzor):
- I класс: -e- (nese «несёт», bere «берёт», peče «печёт», maže «мажет», umře «умрёт»);
- II класс: -ne- (tiskne «печатает», mine «минует», začne «начнёт»);
- III класс: -je- (kryje «кроет», kupuje «покупает»);
- IV класс: -í- (trpí «страдает, терпит», prosí «просит», sází «сажает»);
- V класс: -á- (dělá «делает»).

К типу nese относятся глаголы, имеющие в 3-го лица ед. ч. настоящего времени окончание -e-, а в инфинитиве — основу, заканчивающуюся на s или z, при этом основы настоящего времени и инфинитива нередко отличаются долготой и/или качеством гласного, присутствуют также чередования согласных: kvést «цвести» — kvete цветёт", číst «читать» — čte «читает», růst «расти» — roste «растёт», příst «прясть, мурлыкать» — přede «прядёт, мурлычет», třást «трясти» — třese «трясёт», vézt «везти» — veze «везёт», lézt «лезть» — leze «лезет», nést «нести» — nese «несёт».
В тип bere входят глаголы, имеющие в 3-го лица ед. ч. настоящего времени окончание -e- после твёрдого согласного основы, а в инфинитиве — основу на долгое á, которое может сокращаться в приставочных и отрицательных формах (brát «брать» — nebrat «не брать» — vybrat «выбрать»). Между основами настоящего времени и инфинитива нередки чередования: brát «брать» — bere «берёт», hnát «гнать» — žene «гонит».
Спряжение глаголов в настоящем времени на примере слов nést «нести», tisknout «печатать», krýt «крыть», kupovat «покупать», trpět «терпеть, страдать» и dělat «делать». Формы, данные после / являются разговорными:
| Лицо и число       | I класс        | II класс           | III класс        | III класс          | IV класс | V класс |
| ------------------ | -------------- | ------------------ | ---------------- | ------------------ | -------- | ------- |
| 1-е лицо ед. числа | nesu           | tisknu             | kryji / kryju    | kupuji / kupuju    | trpím    | dělám   |
| 2-е лицо ед. числа | neseš          | tiskneš            | kryješ           | kupuješ            | trpíš    | děláš   |
| 3-е лицо ед. числа | nese           | tiskne             | kryje            | kupuje             | trpí     | dělá    |
| 1-е лицо мн. числа | neseme / nesem | tiskneme / tisknem | kryjeme / kryjem | kupujeme / kupujem | trpíme   | děláme  |
| 2-е лицо мн. числа | nesete         | tisknete           | kryjete          | kupujete           | trpíte   | děláte  |
| 3-е лицо мн. числа | nesou          | tisknou            | kryjí / kryjou   | kupují / kupujou   | trpí     | dělají  |

Кроме того, есть и неправильные глаголы (nepravidelná slovesa), не входящие ни в один из типов: být «быть», jíst «есть», vědět «знать», chtít «хотеть», jít «идти»:
| Лицо и число       | být       | jíst | vědět | chtít          | jít          |
| ------------------ | --------- | ---- | ----- | -------------- | ------------ |
| 1-е лицо ед. числа | jsem      | jím  | vím   | chci           | jdu          |
| 2-е лицо ед. числа | jsi / seš | jíš  | víš   | chceš          | jdeš         |
| 3-е лицо ед. числа | je        | jí   | ví    | chce           | jde          |
| 1-е лицо мн. числа | jsme      | jíme | víme  | chceme / chcem | jdeme / jdem |
| 2-е лицо мн. числа | jste      | jíte | víte  | chcete         | jdete        |
| 3-е лицо мн. числа | jsou      | jedí | vědí  | chtějí         | jdou         |

В разговорном чешском у глаголов být и jít начальное j- перед согласным не произносится в положительных формах, но звучит в отрицательных (nejsem «я не есть», nejdu «я не иду»). Кроме того, в разговорном чешском функционирует форма seš «ты есть», а в Моравии также su «я есть». Отрицательная форма третьего лица единственного числа глаголов být звучит как není «он не есть» (в разговорном языке имеется также вариант neni).

##### Время
В чешском языке у глаголов различается три времени: прошедшее, настоящее и будущее. Ранее имелось давнопрошедшее время, которое в современном языке исчезло.
Прошедшее время образуется сложным образом: его формы состоят из l-причастия и вспомогательного глагола být в форме настоящего времени. В третьем лице вспомогательный глагол не ставится.
| Лицо     | Единственное число | Единственное число | Единственное число | Множественное число      | Множественное число                   | Множественное число |
| Лицо     | мужской род        | женский род        | средний род        | мужской одушевлённый род | мужской неодушевлённый и женский роды | средний род         |
| -------- | ------------------ | ------------------ | ------------------ | ------------------------ | ------------------------------------- | ------------------- |
| 1-е лицо | byl jsem           | byla jsem          | *bylo jsem         | byli jsme                | byly jsme                             | *byla jsme          |
| 2-е лицо | byl jsi            | byla jsi           | *bylo jsi          | byli jste                | byly jste                             | *byla jste          |
| 3-е лицо | byl                | byl                | bylo               | byli                     | byly                                  | byla                |

##### Наклонение
В чешском языке различают три наклонения: изъявительное (oznamovací způsob / indikativ), сослагательное (podmiňovací způsob / kondicionál) и повелительное (rozkazovací způsob / imperativ).
Формы сослагательного наклонения настоящего времени состоят из l-причастия и особых форм вспомогательного глагола být. Спряжение глагола být в сослагательном наклонении настоящего времени:
| Лицо     | Единственное число | Единственное число | Единственное число | Множественное число      | Множественное число                   | Множественное число |
| Лицо     | мужской род        | женский род        | средний род        | мужской одушевлённый род | мужской неодушевлённый и женский роды | средний род         |
| -------- | ------------------ | ------------------ | ------------------ | ------------------------ | ------------------------------------- | ------------------- |
| 1-е лицо | byl bych           | byla bych          | *bylo bych         | byli bychom              | byly bychom                           | *byla bychom        |
| 2-е лицо | byl bys            | byla bys           | *bylo bys          | byli byste               | byly byste                            | *byla byste         |
| 3-е лицо | byl by             | byla by            | bylo by            | byli by                  | byly by                               | byla by             |

В разговорном чешском вместо bychom обычно используется форма bysme.
В книжном чешском также существует сослагательное наклонение прошедшего времени, состоящее из l-причастия основного глагола и сослагательного наклонения настоящего времени глагола být. Используется для выражения нереального действия, возможности, которой существовала в прошлом: Jistě by nám to byl sdělil, kdyby byl napsal očekávaný dopis na vysvětlenou «Он бы наверняка нам это сообщил, если бы написал ожидаемое письмо с объяснением».

#### Наречие
В чешском языке различают наречия места, времени, образа действия, меры, а также причины. Особую группу составляют наречия состояния и модальные. Формы сравнительной степени образуются при помощи суффикса -ěji/-eji (ostře «остро» > ostřeji «острее», často «часто» > častěji «чаще»), в разговорном языке также -ějc/-ejc (rychle «быстро» > rychlejc «быстрее», teple «тепло» > teplejc «теплее») или -ějš/-ejš (pomalu «медленно» > pomalejš «медленнее»). От ряда наречий сравнительная степень образуется супплетивно: dobře «хорошо» — lépe (лит.) / líp (разг.) «лучше», zle «плохо» — hůře (лит.) / hůř (разг.) «хуже», mnoho / hodně «много» — více (лит.) / víc (разг.) «больше», málo — méně (лит.) / míň (разг.) «меньше», brzo «рано» — dříve (лит.) / dřív (разг.) «раньше». Превосходная степень образуется путём присоединения к форме сравнительной степени префикса nej-.

#### Предлоги
По происхождению чешские предлоги делятся на первичные (vlastní, původní) и вторичные (nevlastní, nepůvodní). Вторичные предлоги пришли из других частей речи.

#### Союзы
По структуре союзы делятся на простые (jednočlenné: a «и», ale «но», nebo «или», pokud «если», protože «потому что») и составные (vícečlenné: i když «несмотря на то, что», kvůli tomu, že «из-за того, что», proto, že «потому, что», ani…ani «ни…ни», buď…nebo «или…или»). По синтаксической функции выделяют сочинительные (souřadicí) и подчинительные (podřadicí) союзы.

#### Частицы
Чешские частицы классифицируют на апеллятивные, эксплицирующие функции вопроса, просьбы, приказа, обещания, утверждения, переубеждения, оговаривания, несогласия, угрозы (ať «пусть», aby «чтобы», kéž «хоть бы», chraňbůh aby «не дай бог, чтобы»), оценочные (nepochybně «несомненно», patrně «по-видимому», prý «якобы», samozřejmě «само собой», sotva «вряд ли», určitě «наверняка»), эмоциональные (bohužel «к сожалению», dokonce «даже», naštěstí «к счастью», stejně «всё равно», vždyť «ведь») и структурирующие текст (naopak «напротив», například «например», řekněme «скажем», tedy «то есть», třeba «скажем, допустим», zkrátka «короче говоря»).

#### Междометия
Чешские междометия делят на эмоциональные, служащие для выражения чувств (ach «ах», fujtajbl «фу», hergot «чёрт возьми», mňam «ням-ням»), контактные, служащие для начала, окончания или поддержки контакта между людьми (ahoj «привет», ano «да», děkuji «спасибо», dobrý den «добрый день», dobře «хорошо», na shledanou «до свидания», ne «нет», pozor «внимание», promiňte «извините», prosím «пожалуйста», sbohem «прощайте»), и звукоподражательные (cink «звяк», haf «гав», chacha «ха-ха», mňau «мяу», žbluňk «бултых»).

### Синтаксис
Порядок слов в чешском языке относительно свободный, зависит от актуального членения предложения. Так, предложение František miluje Evu «Франтишек любит Эву» сообщает, кого любит Франтишек, предложение Evu miluje František «Эву любит Франтишек» сообщает, кто любит Эву.
Довольно строго в чешском соблюдается правило, по которому клитики занимают в предложении второе место, сразу после первого члена предложения. Такими клитиками, в первую очередь, являются формы глагола být «быть», когда он выступает в роли вспомогательного, краткие формы личных местоимений и возвратные частицы se и si, кроме того в этой роли могут выступать формы некоторых местоимений и наречий. В случае, когда в одно предложение попадает несколько клитик, они выстраиваются в соответствии с жёсткой иерархией: форма глагола být — возвратная частица — краткая формы личного местоимения — прочие клитики. Например: Já jsem se mu pak omluvil «Потом я перед ним извинился».

### Лексика
Чешская лексика содержит большое количество германизмов: děkovat «благодарить» < др.-в.-нем. denk-, šlechta «дворянство» < др.-в.-нем. slahta, hrabě «граф» < др.-в.-нем. graveō, rytíř «рыцарь» < др.-в.-нем. rītaere, krunýř «панцирь» < др.-в.-нем. brunna, hák «крюк» < др.-в.-нем. hāke.
Принятие христианства способствовало заимствованию большого количества греческих и латинских религиозных терминов, которые зачастую приходили через немецкое посредство: kostel «костёл» < лат. castellum «укрепление», klášter «монастырь» < др.-в.-нем. klōstar < лат. claustrum, mnich «монах» < др.-в.-нем. munih < лат. monachus < др.-греч. μοναχός.
В результате деятельности будителей-пуристов в XVIII веке многие германизмы были вытеснены из литературного языка, сохраняясь только в разговорном чешском: fotr «папаша» (при лит. otec «отец», táta, tatínek «папа»), ksicht «рожа» (при лит. obličej «лицо»), špacírovat «гулять» (при лит. procházet se).
Одной из важнейших задач, которые ставили перед собой будители, была выработка чешской научной терминологии, что должно было показать пригодность использования чешского языка во всех сферах жизни. Особенно отмечается деятельность Й. Юнгмана и Я. Пресля.

## История изучения
Первое пособие по чешскому языку появилось в 1531 году. Это было анонимное произведение Naučenie krátké obojí řeči, česky a německy učiti se čísti a mluviti, Čechóm německy a Němcóm česky, предназначенное для купцов и содержащее разговорник, а также описание правильного произношения.
Спустя всего два года, в 1533 году выходит первая грамматика чешского языка Gramatyka česká v dvojí stránce, Orthographia předkem, Etymologia potom, написанная Б. Оптатом, П. Гзелом и В. Филоматесом и являющаяся плодом рефлексии над переводом Нового завета на чешский язык, осуществлённого Оптатом и Гзелом.

## Примеры текстов
«Похождения бравого солдата Швейка» Я. Гашека:
"Tak nám zabili Ferdinanda, " řekla posluhovačka panu Švejkovi, který opustiv před léty vojenskou službu, když byl definitivně prohlášen vojenskou lékařskou komisí za blba, živil se prodejem psů, ošklivých nečistokrevných oblud, kterým padělal rodokmeny.
Kromě tohoto zaměstnání byl stižen revmatismem a mazal si právě kolena opodeldokem.
«Kterýho Ferdinanda, paní Müllerová?» otázal se Švejk, nepřestávaje si masírovat kolena, «já znám dva Ferdinandy. Jednoho, ten je sluhou u drogisty Průši a vypil mu tam jednou omylem láhev nějakého mazání na vlasy, a potom znám ještě Ferdinanda Kokošku, co sbírá ty psí hovínka. Vobou není žádná škoda.»